# Alexei Wladimirowitsch Sokolow (Marathonläufer)

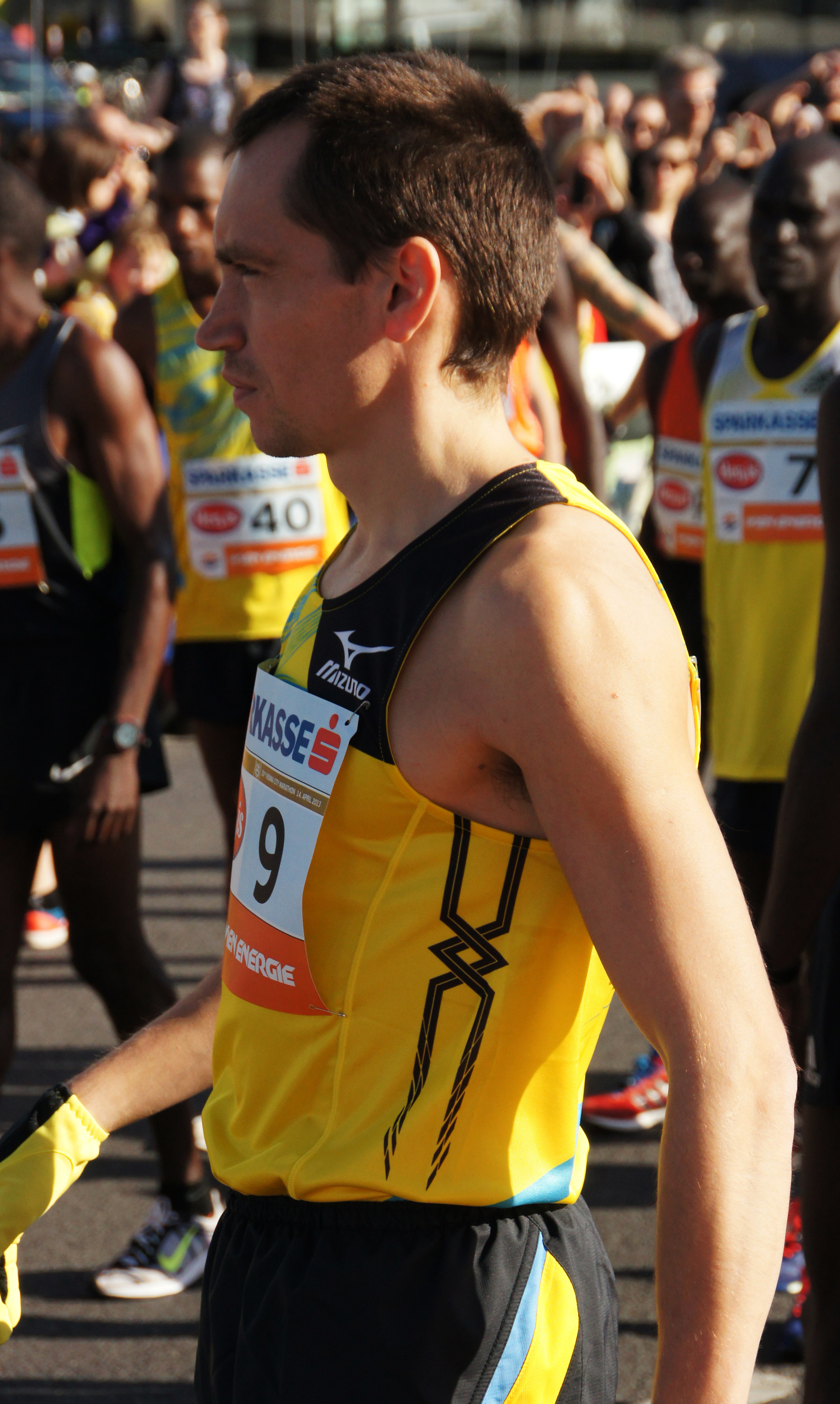
Sokolow, Wien 2013.

Alexei Wladimirowitsch Sokolow (russisch Алексей Владимирович Соколов, engl. Transkription Aleksey Sokolov; * 14. November 1979 in Leningrad) ist ein russischer Marathonläufer.
Dreimal (2003, 2005 und 2007) gewann er bislang die russische Meisterschaft. 2006 und 2007 stellte er beim Dublin-Marathon mit 2:11:39 h bzw. 2:09:07 h einen Streckenrekord auf, wobei er mit letzterer Zeit den 10 Jahre alten Landesrekord seines Trainers Leonid Schwezow brach.
Sokolow ist 1,74 m groß, wiegt 60 kg und ist Sportsoldat.